# Zgornje Grušovlje
Zgornje Grušovlje (Duits: Ober Groschaullach) is een plaats in Slovenië en maakt deel uit van de gemeente Žalec in de NUTS-3-regio Savinjska. De plaats telde 176 inwoners op 1 januari 2020.